# Chișinău Stock Exchange
Die Chișinău Stock Exchange ist eine moldawische Wertpapierbörse mit Sitz in Chișinău. Sie wurde im Jahr 2024 mit Hilfe der Bukarester Börse aufgesetzt. Damit erhält Moldawien neben der Moldova Stock Exchange nun einen zweiten Handelsplatz.

## Geschichte
Am 10. Dezember 2024 gab die Bukarester Börse (BVB) bekannt, dass sie Optionen zur Gründung einer Börse in Chișinău, der Hauptstadt der Republik Moldau, prüft. Bei dieser Initiative handelt es sich um eine Gemeinschaftsinitiative des moldawischen Staates und anderer lokaler Partner mit dem Ziel, die wirtschaftliche Zusammenarbeit zwischen Rumänien und Moldawien zu stärken.